# ロチェスター・レッドウイングス
ロチェスター・レッドウイングス (Rochester Red Wings) は、アメリカ合衆国ニューヨーク州ロチェスターに本拠地をおくマイナーリーグのプロ野球チーム。
メジャーリーグのワシントン・ナショナルズ傘下AAA級チームで、インターナショナルリーグに所属している。本拠地球場はフロンティア・フィールド。
1899年に創設された歴史の長いチームで、1929年から1960年までセントルイス・カージナルス傘下、1961年から2002年までボルチモア・オリオールズ傘下、2003年から2020年までミネソタ・ツインズ傘下、2021年からワシントン・ナショナルズ傘下となった。
インターナショナルリーグでは、最多の10度の優勝を誇る。

## 選手名鑑

### 現役選手
| 投手 - 22 D.J.バクセンデール (D. J. Baxendale) - 15 アラン・ブセニッツ (Alan Busenitz)* - -- J.T.チャーゴイス (J. T. Chargois)* - 25 ジョン・カーティス (John Curtiss) - 27 ディロン・ジー (Dilon Gee)* - 37 クリス・ヘストン (Chris Heston) - 45 デビッド・ハールバット (David Hurlbut) - 53 メイソン・メロタキス (Mason Melotakis) - 46 ティム・メルビル (Tim Melville) - 30 キャム・ミコライオ (Kam Mickolio) - 16 ヨハン・ピノ (Yohan Pino) - 40 ジェイク・リード (Jake Reed) - 18 ドリュー・ルチンスキー (Drew Rucinski) - 32 アーロン・スルガーズ (Aaron Slegers) - 23 ニック・テペッシュ (Nick Tepesch) - 20 マイケル・トンキン (Michael Tonkin) - 48 ニク・ターリー (Nik Turley)* - 19 アレックス・ウィマーズ (Alex Wimmers) | 投手 - 22 D.J.バクセンデール (D. J. Baxendale) - 15 アラン・ブセニッツ (Alan Busenitz)* - -- J.T.チャーゴイス (J. T. Chargois)* - 25 ジョン・カーティス (John Curtiss) - 27 ディロン・ジー (Dilon Gee)* - 37 クリス・ヘストン (Chris Heston) - 45 デビッド・ハールバット (David Hurlbut) - 53 メイソン・メロタキス (Mason Melotakis) - 46 ティム・メルビル (Tim Melville) - 30 キャム・ミコライオ (Kam Mickolio) - 16 ヨハン・ピノ (Yohan Pino) - 40 ジェイク・リード (Jake Reed) - 18 ドリュー・ルチンスキー (Drew Rucinski) - 32 アーロン・スルガーズ (Aaron Slegers) - 23 ニック・テペッシュ (Nick Tepesch) - 20 マイケル・トンキン (Michael Tonkin) - 48 ニク・ターリー (Nik Turley)* - 19 アレックス・ウィマーズ (Alex Wimmers) | 捕手 - 47 ミッチ・ガーバー (Mitch Garver)* - 12 ジョン・ライアン・マーフィー (John Ryan Murphy)* 内野手 - 1 エイーレ・アドリアンサ (Ehire Adrianza)* - 9 トミー・フィールド (Tommy Field) - 4 ベンジー・ゴンザレス (Bengie Gonzalez) - 38 ニコ・グッドラム (Niko Goodrum) - 13 マット・ヘイグ (Matt Hague) - 52 朴炳鎬 (ByungHo Park) - 11 レオナルド・レジナット (Leonardo Reginatto) - 5 エンゲルブ・ビエルマ (Engelb Vielma)* 外野手 - 2 ザック・グラニット (Zack Granite)* - 27 ダニエル・パルカ (Daniel Palka)* - 21 J.B.シャック (J. B. Shuck) | 捕手 - 47 ミッチ・ガーバー (Mitch Garver)* - 12 ジョン・ライアン・マーフィー (John Ryan Murphy)* 内野手 - 1 エイーレ・アドリアンサ (Ehire Adrianza)* - 9 トミー・フィールド (Tommy Field) - 4 ベンジー・ゴンザレス (Bengie Gonzalez) - 38 ニコ・グッドラム (Niko Goodrum) - 13 マット・ヘイグ (Matt Hague) - 52 朴炳鎬 (ByungHo Park) - 11 レオナルド・レジナット (Leonardo Reginatto) - 5 エンゲルブ・ビエルマ (Engelb Vielma)* 外野手 - 2 ザック・グラニット (Zack Granite)* - 27 ダニエル・パルカ (Daniel Palka)* - 21 J.B.シャック (J. B. Shuck) |
| * 40人ロースター 2017年7月2日更新 [公式サイト(英語)より：ロースター 選手の移籍・故障情報] | | | |

### 監督・コーチ
| 背番号 | 国籍               | 役職       | 選手名                           |
| 8      | アメリカ合衆国の旗 | 監督       | マイク・クエード (Mike Quade)    |
| 38     | アメリカ合衆国の旗 | 投手コーチ | スチュ・クリバーン (Stu Cliburn) |
| --     | アメリカ合衆国の旗 | 打撃コーチ | チャド・アレン (Chad Allen)      |

### 過去の主な所属選手
- ジョー・アルトベリ
- ブレイディ・アンダーソン
- ジェイソン・バートレット
- ドン・ベイラー
- アーマンド・ベニテス

- タイロン・ウッズ
- マイケル・カダイアー
- スティーヴ・ダルコウスキー
- ルーク・イースター
- マット・ガーザ
- ボブ・ギブソン
- ライアン・グリン
- ボビー・グリッチ
- ジェリー・ヘアストン・ジュニア
- デーブ・ジョンソン
- ホルヘ・フリオ
- ジェイソン・クベル
- デニス・マルティネス
- ジョニー・マイズ
- ジャスティン・モルノー

- エディ・マレー
- スタン・ミュージアル
- マイク・ムッシーナ
- 西岡剛
- シドニー・ポンソン
- ブーグ・パウエル
- ベン・リビア
- カル・リプケン・ジュニア
- カル・リプケン・シニア
- ブライアン・ロバーツ
- カート・シリング
- レッド・ショーエンディーンスト
- ケビン・スローイー
- バンス・ウォーリー
- ダラス・ウイリアムズ
- エステバン・ジャン
- マイケル・ボウデン
- ロン・シェルトン（映画監督）

## 史上最長試合
1981年4月18日、マッコイ・スタジアムで行われたロチェスター・レッドウイングス対ポータケット・レッドソックスの試合は、午後8時に試合が開始されたが、延長32回、翌日午前4時になっても決着がつかずサスペンデッドゲームとなった。6月23日に続きが行われ、延長33回裏にポータケットが1点を入れサヨナラ勝ちし、ようやく試合が終了した。この試合はアメリカのプロ野球史上最長の試合である。（en:Longest professional baseball game）この試合で、2番で出場したダラス・ウイリアムズと3番のカル・リプケン・ジュニアは1番のトム・イートンと共に15回も打席に立った。結果はリプケンが13打数2安打、ウイリアムズが13打数無安打、対するポータケット6番のウェイド・ボッグスは12打数4安打であった。
|              | 1 | 2 | 3 | 4 | 5 | 6 | 7 | 8 | 9 | 10 | 11 | 12 | 13 | 14 | 15 | 16 | 17 | 18 | 19 | 20 | 21 | 22 | 23 | 24 | 25 | 26 | 27 | 28 | 29 | 30 | 31 | 32 | 33 | R | H  | E |
| ------------ | - | - | - | - | - | - | - | - | - | -- | -- | -- | -- | -- | -- | -- | -- | -- | -- | -- | -- | -- | -- | -- | -- | -- | -- | -- | -- | -- | -- | -- | -- | - | -- | - |
| ロチェスター | 0 | 0 | 0 | 0 | 0 | 0 | 1 | 0 | 0 | 0  | 0  | 0  | 0  | 0  | 0  | 0  | 0  | 0  | 0  | 0  | 1  | 0  | 0  | 0  | 0  | 0  | 0  | 0  | 0  | 0  | 0  | 0  | 0  | 2 | 18 | 3 |
| ポータケット | 0 | 0 | 0 | 0 | 0 | 0 | 0 | 0 | 1 | 0  | 0  | 0  | 0  | 0  | 0  | 0  | 0  | 0  | 0  | 0  | 1  | 0  | 0  | 0  | 0  | 0  | 0  | 0  | 0  | 0  | 0  | 0  | 1  | 3 | 21 | 1 |